# William Wyndham
William Wyndham, född omkring 1688, död den 17 juni 1740 i Wales, var en brittisk politiker, far till Charles Wyndham, 2:e earl av Egremont.
Wyndham blev underhusledamot 1710, secretary at war i Bolingbrokes toryministär 1712 samt skattkammarkansler i november samma år. På denna glänsande ämbetsmannakarriär gjorde drottning Annas död plötsligt slut 1714. Wyndham var invecklad i jakobitiska stämplingar mot huset Hannovers tronföljd och häktades i september 1715, men frigavs utan rättegång. Sedermera var han den landsflyktige Bolingbrokes redskap i England och samverkade efter dennes återkomst till hemlandet (1723) med honom för att störta Walpole, men den jakobitiska prägel, som de givit torypartiet. förlamade verkan av dess parlamentsopposition.